# Episodi di Riding Academy (seconda stagione)
La seconda stagione di Spirit: Avventure in libertà - L'accademia equestre (Riding Academy) è stata trasmessa negli USA il 4 settembre 2020 su Netflix.
| Nº | Nº | Titolo originale           | Titolo italiano                         | Prima TV USA     | Prima TV Italia |
| -- | -- | -------------------------- | --------------------------------------- | ---------------- | --------------- |
| 70 | 1  | Back to the Starting Line  | Indietro al punto di partenza           | 4 settembre 2020 | 2020            |
| 71 | 2  | The S. S. Friend-ship      | La nave dell'amicizia                   | 4 settembre 2020 | 2020            |
| 72 | 3  | The Gavel of Justice       | Il martelletto della giustizia          | 4 settembre 2020 | 2020            |
| 73 | 4  | The Rival Racer            | Una fantina rivale                      | 4 settembre 2020 | 2020            |
| 74 | 5  | Palentine's Day            | Il ballo di San Palentino               | 4 settembre 2020 | 2020            |
| 75 | 6  | Grandpa's Treasures        | I tesori del nonno                      | 4 settembre 2020 | 2020            |
| 76 | 7  | There Will Be Mud          | Ci sarà fango                           | 4 settembre 2020 | 2020            |
| 77 | 8  | Race to the Finish: Part 1 | Corri fino al traguardo (prima parte)   | 4 settembre 2020 | 2020            |
| 78 | 9  | Race to the Finish: Part 2 | Corri fino al traguardo (seconda parte) | 4 settembre 2020 | 2020            |